# 紀元前518年
紀元前518年（きげんぜん518ねん）は、西暦（ローマ暦）による年。
紀元前1世紀の共和政ローマ末期以降の古代ローマにおいては、ローマ建国紀元236年として知られていた。紀年法として西暦（キリスト紀元）がヨーロッパで広く普及した中世時代初期以降、この年は紀元前518年と表記されるのが一般的となった。

## 他の紀年法
- 干支 : 癸未
- 日本
  - 皇紀143年
  - 安寧天皇31年
- 中国
  - 周 - 敬王2年
  - 魯 - 昭公24年
  - 斉 - 景公30年
  - 晋 - 頃公8年
  - 秦 - 哀公19年
  - 楚 - 平王11年
  - 宋 - 元公14年
  - 衛 - 霊公17年
  - 陳 - 恵公16年
  - 蔡 - 昭侯元年
  - 曹 - 悼公6年
  - 鄭 - 定公12年
  - 燕 - 平公6年
  - 呉 - 呉王僚9年
- 朝鮮
  - 檀紀1816年
- ベトナム :
- 仏滅紀元 : 27年
- ユダヤ暦 : 3243年 - 3244年

## できごと

### 中国
- 王子朝が鄔に入った。
- 魯の叔孫婼が晋から帰国した。
- 王子朝の軍が瑕と杏を攻撃して陥落させた。
- 鄭の定公が晋に赴いて士鞅と面会した。
- 楚の平王が呉に進攻し、圉陽まで達して撤退した。呉軍は楚軍を追って、巣と鍾離を滅ぼした。

### ペルシア
- アケメネス朝ダレイオス1世がタキシラを含むガンダーラ地方を征服する。

## 死去
- 平公 - 杞の君主